# Златибор Петровић
Златибор Петровић (Уљма код Вршца, 19. април 1921 — Београд, 7. фебруар 2009) био је српски универзитетски професор, паразитолог и академик. Петровић је био професор паразитологије на Ветеринарском факултету у Београду и академик САНУ.

## Биографија
Рођен је у селу Уљма код Вршца, основну школу и гимназију завршио је у Вршцу. Уписао је студије ветерине 1940. године у Београду, али их је убзо прекинуо због почетка Другог светског рата. На почетку рата био је мобилисан али је 18. априла 1941. заробљен и транспортован у Немачку. Ослобођен је 17. априла 1945. године. Након повратка кући наставио је студије ветерине и дипломирао септембра 1949. године.
По завршетку студија изабран је за асистента на Институт за паразитологију Ветеринарског факултета где је радио до пензионисања 1986. године. Докторирао је 1952. године и исте године изабран за доцента, 1959. за ванредног и 1965. за редовног професора. Од 1967. до 1986. био је шеф Катедре за паразитологију на Ветеринарском факултету. Био је продекан од 1962. до 1964. године, а од 1964. до 1967. године декан Ветеринарског факултета. Био је председник Српског ветеринарског друштва 1994-1998, оснивач и председник Друштва паразитолога Југославије. Именован је за члана Савета Београдског универзитета 1994. године, а за председника тог Савета изабран 1996. и на тој функцији остао до 1998. године.
Дописни члан Одељења медицинских наука САНУ постао је 27. априла 1972. године а редовни 15. децембра 1983. године. Дужи низ година члан је управног одбора Фонда за научни рад САНУ, члан Одбора за историју медицине, ветерине и фармације, члан Одбора за заштиту човекове околине а такође и дуги низ година председник Одбора за проучавање фауне Србије и уредник објављених Зборника радова тог Одбора.
Био је члан: 
- Матице српске;
- Српског лекарског друштва;
- Друштва паразитолога Југославије;
- Светског удружења ветеринара;
- Европске федерације паразитолога;
- Британском друштва паразитолога;
- Друштва паразитолога Пољске;
- Друштва паразитолога Мађарске;
- Друштва паразитолога Бугарске и
- Академије ветеринарске медицине Српског ветеринарског друштва.

Добитник је признања: почасни доктор наука Универзитета ветеринарске медицине у Будимпешти 1987. године, Седмојулске награде 1988. године и многобројних повеља и плакета.